# 484. п. н. е.

## Рођења
- Херодот (грчки: Ἡρόδοτος Ἁλικᾱρνασσεύς, 484. п. н. е. ― око 425. п. н. е.) - антички грчки писац и историчар.